# Eibelstadt
Eibelstadt – miasto w Niemczech, w kraju związkowym Bawaria, w rejencji Dolna Frankonia, w regionie Würzburg, w powiecie Würzburg, siedziba wspólnoty administracyjnej Eibelstadt. Leży ok. 10 km na południowy wschód od Würzburga, nad Menem, przy autostradzie A3 i drodze B13. Miasto jest ważnym ośrodkiem winniczym.

## Polityka
Burmistrzem od 1990 jest Heinz Koch (SPD).
Rada miasta:
|      | CSU | SPD | Zieloni | Razem     |
| 2002 | 6   | 8   | 1       | 15 miejsc |

## Zabytki i atrakcje
- mury miejskie
- rynek z barokową kolumną Madonny
- Kościół parafialny pw. św. Mikołaja (St. Nikolaus)
- Muzeum Regionalne (Heimatmuseum)
- Archiwum Miejskie